# Pitkäjärvi (Karesuando socken, Lappland, 758454-177047)
Pitkäjärvi är en sjö i Kiruna kommun i Lappland och ingår i Torneälvens huvudavrinningsområde. Sjön har en area på 0,222 kvadratkilometer och ligger 444,1 meter över havet.

## Delavrinningsområde
Pitkäjärvi ingår i det delavrinningsområde (758234-176942) som SMHI kallar för Ovan 757908-176706. Medelhöjden är 443 meter över havet och ytan är 13,83 kvadratkilometer. Det finns inga avrinningsområden uppströms utan avrinningsområdet är högsta punkten. Saankijoki som avvattnar avrinningsområdet har biflödesordning 3, vilket innebär att vattnet flödar genom totalt 3 vattendrag innan det når havet efter 381 kilometer. Avrinningsområdet består mestadels av skog (48 procent) och sankmarker (44 procent). Avrinningsområdet har 1,22 kvadratkilometer vattenytor vilket ger det en sjöprocent på 8,8 procent.